# Kilby Provincial Park
Der Kilby Provincial Park ist ein rund 3 Hektar (ha) großer Provincial Park in der kanadischen Provinz British Columbia. Der Park gehört zu den zehn kleinsten der Provincial Parks in British Columbia.

## Anlage
Der Park liegt am östlichen Ufer der „Harrison Bay“, einer seeartigen Verbreiterung des Harrison River kurz vor dessen Einmündung in den Fraser River. Er liegt in der Gemeinde Kent und gehört zum Fraser Valley Regional District. Der Park grenzt an den „Kilby General Store“.
Bei dem Park, der am 28. August 1973 eingerichtet wurde, handelt es sich um ein Schutzgebiet der Kategorie II (Nationalpark).